# Пістакі-Гайлендс (Іллінойс)
Пістакі-Гайлендс (англ. Pistakee Highlands) — переписна місцевість (CDP) в США, в окрузі Макгенрі штату Іллінойс. Населення — 3237 осіб (2020).

## Географія
Пістакі-Гайлендс розташоване за координатами 42°24′11″ пн. ш. 88°12′39″ зх. д. / 42.40306° пн. ш. 88.21083° зх. д. (42.403044, -88.210901).  За даними Бюро перепису населення США в 2010 році переписна місцевість мала площу 4,15 км², з яких 3,42 км² — суходіл та 0,73 км² — водойми.

## Демографія
Згідно з переписом 2010 року, у переписній місцевості мешкали 3454 особи в 1313 домогосподарствах у складі 951 родини. Густота населення становила 833 особи/км².  Було 1406 помешкань (339/км²).
Расовий склад населення:
| - 96,8 % — білих - 0,7 % — чорних або афроамериканців - 0,2 % — азіатів - 0,1 % — корінних американців - 1,0 % — осіб інших рас |

До двох чи більше рас належало 1,1 %. Частка іспаномовних становила 4,6 % від усіх жителів.
За віковим діапазоном населення розподілялося таким чином: 23,2 % — особи молодші 18 років, 65,3 % — особи у віці 18—64 років, 11,5 % — особи у віці 65 років та старші. Медіана віку мешканця становила 40,6 року. На 100 осіб жіночої статі у переписній місцевості припадало 107,3 чоловіків;  на 100 жінок у віці від 18 років та старших — 105,8 чоловіків також старших 18 років.
Середній дохід на одне домашнє господарство  становив 69 447 доларів США (медіана — 61 210), а середній дохід на одну сім'ю — 75 367 доларів (медіана — 68 393). Медіана доходів становила 48 718 доларів для чоловіків та 41 850 доларів для жінок. За межею бідності перебувало 9,9 % осіб, у тому числі 16,7 % дітей у віці до 18 років та 1,7 % осіб у віці 65 років та старших.
Цивільне працевлаштоване населення становило 1731 осіб. Основні галузі зайнятості: виробництво — 20,0 %, роздрібна торгівля — 16,0 %, будівництво — 14,0 %.